# Вашук
Вашук (урду واشک‎, англ. Washuk) — небольшой город на юге Пакистана, в провинции Белуджистан. Административный центр одноимённого округа.

## География
Город находится в южной части Белуджистана, в гористой местности, на юго-восточной оконечности пустыни Харан. Абсолютная высота — 695 метров над уровнем моря.
Вашук расположен на расстоянии приблизительно 335 километров к юго-западу от Кветты, административного центра провинции и на расстоянии 1 025 километров к юго-западу от Исламабада, столицы страны. Ближайший гражданский аэропорт находится в городе Панджгур.